# Armand-Louis de Gontaut Biron
Armand-Louis de Gontaut Biron., hertig av Biron, född 13 april 1743 i Paris, Frankrike, död 31 december 1793 i Paris, Frankrike, var en fransk militär, som 1779 ledde en expedition till Senegal, deltog i det nordamerikanska frihetskriget samt de franska revolutionskrigen. År 1773 var han andra föreståndare för Grand Orient de France.

## Biografi
Armand Louis var son till Charles Antoine Armand de Gontaut-Biron, hertig de Biron och de Gontaut, markisen de Montferrand och hans hustru Antoinette-Eustachie född Crozat du Châtel. Armand Louis bar titeln Duc de Lauzun och 1788 övertog han hertigdömet Biron efter att hans farbror, Louis Antoine de Gontaut, duc de Biron (1700–1788) hade gått bort. Den 4 februari 1766 gifte han sig med Amélie de Boufflers, enda dotter till Charles-Joseph de Boufflers och Mary Anne Philippine de Montmorency Logny. Han bodde åtskild från sin hustru, hade inga barn (legitimt, åtminstone), och trodde till och med att hon var en ung kvinna slikdrad som en mild, jungfruelig blyghet; en kombination av smarthet och enkelhet. Samtidigt var hertigen en populär vän och gäst.
Armand Louis tjänstgjorde i kungliga gardet så tidigt som 1761 och gjorde 1767 expeditionen till Korsika som de Chanvelins adjutant. Den 29 juni 1769 gjordes han till kavaljer av Saint Louis-orden. Med resor genom hela Europa där han ägnade sig åt lättjefullt lättsinne och - enligt hans memoarer - olika kärleksaffärer, slösade han bort sin förmögenhet, vilket 1777 tvingade honom att överföra sina gods till Henri Louis, prins av Guéméné, mot betalning av en livränta på 80 000 livres. Prinsen gick dock i konkurs och livränta minskade med mer än hälften. Runt den tiden lockades hans intresse av en uppsats om det militära försvaret i Storbritannien och dess kolonier, vilket ledde till hans utnämning till ett kommando mot engelsmännen 1779, där han hade viss framgång. Det ledde i sin tur till att han skickades med några skepp under ledning av Louis-Philippe de Rigaud, Marquis de Vaudreuil på en expedition till Senegal och andra engelska kustbesittningar. de Vaudreuil besatte Senegal i januari 1779, strax innan han seglade till Nordamerika till stöd för Rochambeau 1780. Även om fästningen vid Cape Blanc, som han intog den 30 januari 1779, återtogs direkt efter hans avresa samma år, tilldelades de Vaudreuil Storkorset St. Louis 1789, medan Lauzun fick titeln överste av husarer och blev egen överste för ett utländskt regemente som var uppkallat efter honom. Efter utnämning till brigadier i mars 1780 beslutade Lauzun att delta i det amerikanska frihetskriget.

### Tjänst i amerikanska revolutionen
Efter hans utnämning till ett kommando mot britterna 1779, under befäl över trupperna som erövrade Fort St Louis, i Senegal, från britterna, upprättade Lauzun en armé av frivilliga husarer och infanteri, känd som Lauzuns legion, för tjänstgöring i Nordamerika. Han anlände med 600 av sina män till Rhode Island medan resten var i Frankrike, förhindrade att avresa. Trots att han bara hade en del av sin styrka, engagerade han sig i flera aktiva skärmytslingar, inklusive en nära Gloucester, Virginia den 4 oktober 1781.
År 1781 spelade han en viktig roll i det amerikanska frihetskriget genom att vara den främsta i Rochambeaus franska armé, skickad för att förstärka general George Washington vid belägringen av Yorktown 1781. Lauzuns legion lämnade sina vinterkvarter i Libanon, Connecticut den 9 juni 1781 och marscherade söderut genom Connecticut, känd som Washington-Rochambeau Revolutionary Route. Deras huvudsakliga funktion var att vara ett framskjutet parti men också att stanna 20 – 25 km söder om huvudarmén för att skydda flanken mot alla britter som var förlagda i de många Tory-städerna i nedre Fairfield County. I Connecticut slog fransmännen läger i Middletown, Wallingford, North Haven, Ripton och North Stratford. De anlände till North Stratford, nu Nichols, den 28 juni och stannade i två dagar.  Från höjden i North Stratford, nu Abraham Nichols Park, kunde man lätt se tio mil förbi Long Island Sound till New York och där bortom. Fransmännen använde den här tiden till att genomföra spaning på brittiska fartyg i New Yorks hamn.
De Lauzun fick order att återvända till Frankrike den 11 mars 1783. Den 24 oktober 1783, efter belägringen av Yorktown, förde Surveillante, under Villeneuve Cillart, Lauzun till Frankrike för att komma med nyheten om segern. Seglatsen anlände till Brest den 15 november. Lauzun fick ett hjältemottagande och blev maréchal de camp.
Efter hans farbrors Louis Antoine de Gontaut de Biron död 1788 tog han titeln hertig de Biron. År 1789 återvände han som ställföreträdare för statsgeneralen adelsmannen i Quercy och anslöt sig till det revolutionära uppdraget. Han gick in i hertig Philippe d'Orléans parti och anklagades senare för att vara dennes förtrogne och hemliga agent. Han försökte flera gånger rentvå sig och i Chatelets förhandlingar den 5 och 6 oktober 1789 angående brotten, anklagades han för att ha dykt upp med honom mitt ibland mördarna.

### I tjänst under Franska revolutionen
Under 1789 var Biron tillbaka som ställföreträdare i Generalförsamlingen för representanten för Quercy, och anslöt sig till den revolutionära saken. År 1791 skickades han av den nationella konstituerande församlingen för att ta emot eden av Flanderns armé och utsågs därefter till dess befälhavare. I juli 1792 utnämndes han till befälhavare för Rhenarmén med uppgift att bevaka rörelserna från de Habsburgska monarkitrupperna.
I maj 1793 överfördes han till befälet för den franska revolutionära armén vid La Rochelle-fronten, armén vid La Rochelle-kusten, som verkade mot Vendéans uppror mot Terror Reign. Han hade flera framgångar, bland annat segrarna i slagen i Saumur och Parthenays, men hans truppers underordnande och misstankarna från hans politiska övervakare gjorde hans position oacceptabel och han lämnade in sin avskedsansökan och slutade sitt uppdrag den 16 juli 1793.

### Avrättning
Biron anklagades av den ökända Jean-Baptiste Carrier för incivisme ("brist på medborgerlig dygd " under terrorregimen) och otillbörlig sympati med upprorsmakarna. Åklagaren Antoine Quentin Fouquier-Tinville anklagade honom för att "ha konspirerat mot republikens enhet och odelbarhet och stört det franska imperiets inre säkerhet och förrått republikens intressen. Han fängslades därpå i Abbaye, dömdes till döden av en Revolutionär tribunal och avrättades med giljotin.